# 山口県警察体育館
山口県警察体育館（やまぐちけんけいさつたいいくかん）は、山口県山口市後河原にある、山口県警察所管の体育施設。
武徳殿を発祥とする鍛錬施設で、「旧武徳殿」とも呼ばれる。

## 概要
1928年（昭和3年）の昭和御大典を記念して、大日本武徳会により1930年（昭和5年）に建設された。地元の技術者により設計・施工が行われた。
木造平屋の建物で、寺社建築のような切妻千鳥破風造の二層の大屋根と北側の唐破風に特色を持つ外観を有しながら、演武場と観覧席が一体化した内部は上部が漆喰壁とガラス窓で囲まれ、格天井や壁から下がる照明器具はいずれも水滴のような形で統一されるなど、伝統的木造建築と近代の意匠の要素を併せ持つ近代和風建築となっている。
第二次世界大戦後、大日本武徳会の解散に伴い施設が山口県に譲渡され、警察官の術科特別訓練などに使用されるほか、山口市剣道連盟や柔剣道のスポーツ少年団が日頃の稽古で使用している。一般に「旧武徳殿」の通称で呼ばれるが、隣接する国道9号の交差点名（警察体育館前交差点）でその名前を確認することが出来る。